# Leucospis clavigaster
Leucospis clavigaster är en stekelart som beskrevs av Boucek 1974. Leucospis clavigaster ingår i släktet Leucospis och familjen Leucospidae.
Artens utbredningsområde är Peru. Inga underarter finns listade i Catalogue of Life.